# Lac de barrage de Klingnau
Le lac de barrage de Klingnau (en allemand Klingnauer Stausee) est un lac de barrage de Suisse, dans le canton d'Argovie.

## Géographie
Situé dans le canton d'Argovie sur le cours de l'Aar, le lac a été formé suite de la création d'un barrage sur les communes de Klingnau, Böttstein et Leuggern dans les années 1930. 
Entre 1949 et 2005, une course cycliste qui en faisait le tour était organisée chaque année.

## Faune
Le lac de Klingnau abrite de nombreuses espèces animales. Il est reconnu comme zone d’hivernage d’importance internationale pour les oiseaux d’eau et la zone a été reconnue site Ramsar le 9 novembre 1990.  

## Sources
- (en) Cet article est partiellement ou en totalité issu de l’article de Wikipédia en anglais intitulé « Klingnauer Stausee » (voir la liste des auteurs).
- (de) Site du lac